# Plantago cordata
Plantago cordata är en grobladsväxtart som beskrevs av Jean-Baptiste de Lamarck. Plantago cordata ingår i släktet kämpar, och familjen grobladsväxter. Inga underarter finns listade i Catalogue of Life.

## Bildgalleri

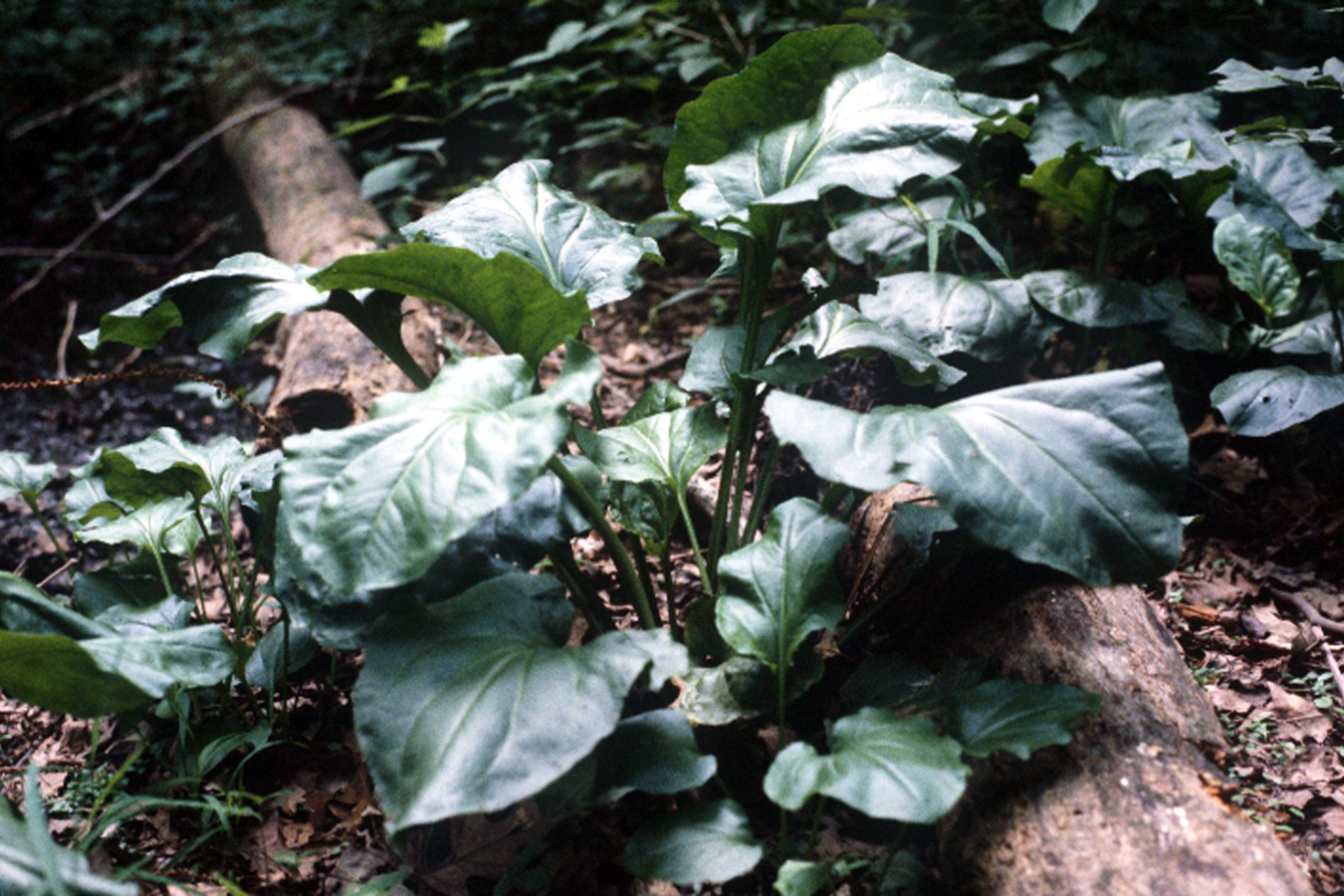
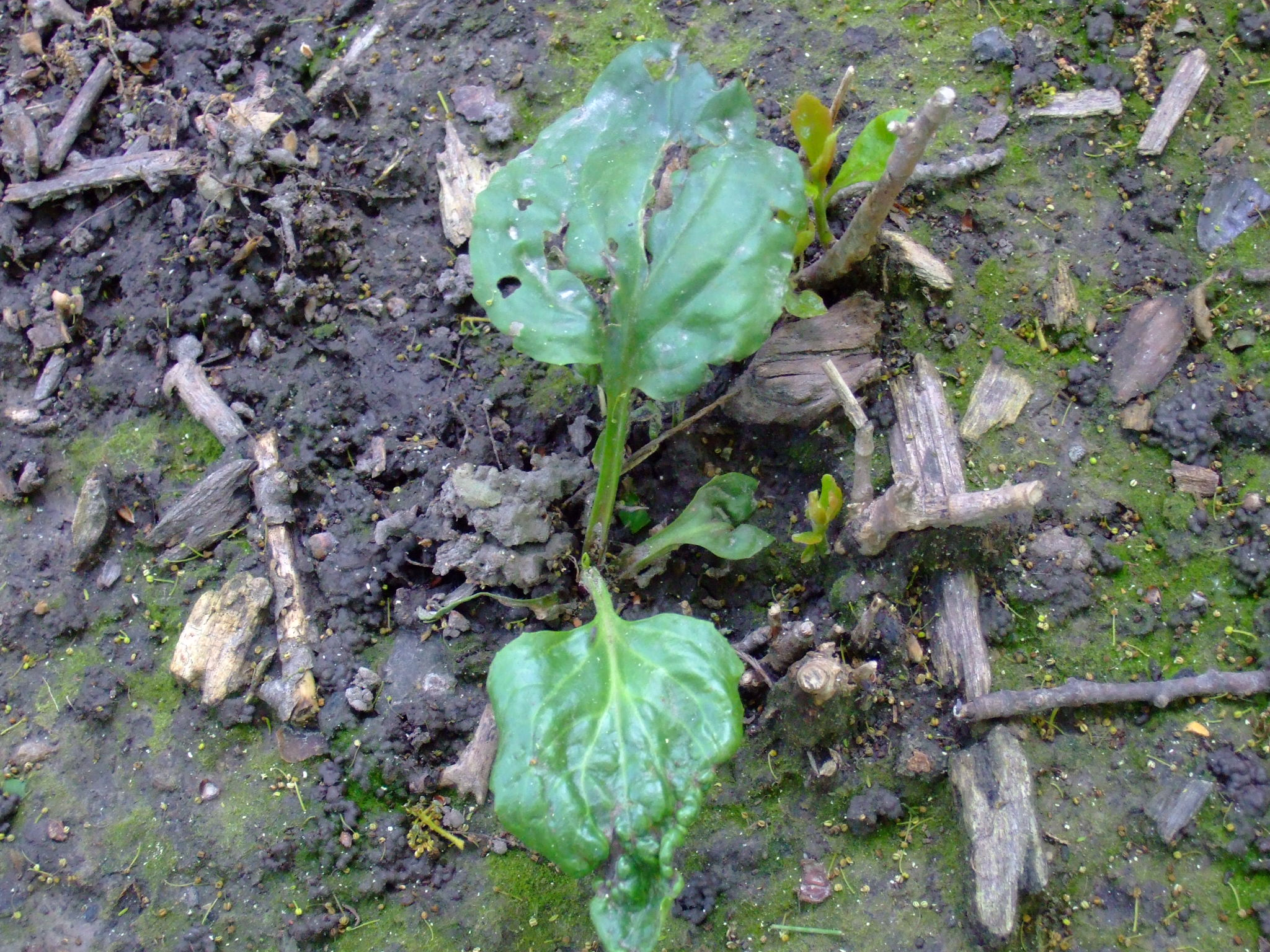